# Alberto V di Baviera
Alberto V di Wittelsbach, detto der Grossmutige (Monaco di Baviera, 29 febbraio 1528 – Monaco di Baviera, 24 ottobre 1579), fu Duca di Baviera dal 1550 sino alla sua morte.

## Biografia
Nato a Monaco da Guglielmo IV di Baviera e Maria Giacomina di Baden, i suoi nonni materni furono il Margravio Filippo I di Baden ed Elisabetta del Palatinato.

## Attività politica
Alberto venne educato a Ingolstadt sotto insegnanti di stampo cattolico. Nel 1547 sposò Anna d'Asburgo, una delle figlie di Ferdinando I d'Asburgo e di Anna di Boemia e Ungheria (1503–1547), figlia del Re Ladislao II di Boemia e Ungheria e di sua moglie, Anna di Foix; l'unione concluse la secolare lotta tra Baviera ed Austria.

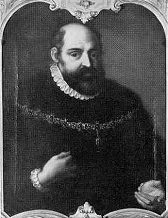
Alberto V di Baviera.

Alberto era ora libero di concentrarsi pienamente nelle questioni interne dei propri domini ed in particolare si concentrò sul far divenire la Baviera uno dei centri fondamentali della controriforma. Incapace di natura di prestar fede ai saldi principi della religione, condusse una vita di piacere, rimanendo comunque convinto che la fortuna dei Wittelsbach derivasse dall'essere il punto di riferimento cattolico per la Germania. Nelle questioni interne prese poche decisioni e di poco conto, devolvendo la maggior parte della gestione, soprattutto negli ultimi anni del suo governo, a Georg Stockhammer e a Wiguleus Hundt. Quest'ultimo ebbe parte rilevante per il conseguimento del trattato di Passau (1552) e della pace di Augsburg (1555).
Alberto compì sforzi inauditi per far ottenere al proprio figlio, Ernesto di Baviera, l'elezione ad Arcivescovo di Colonia. Gli sforzi si vanificarono con la morte di Alberto, ma questo progetto venne raccolto dai suoi successori che ottennero il titolo e lo detennero per oltre due secoli.
Alberto è sepolto nella Chiesa di Nostra Signora di Monaco.

## Attività culturale
Alberto si definì come un patrono delle arti e fondò per questo diverse collezioni d'arte e la biblioteca di corte di Monaco divenne uno dei centri fondamentali della cultura bavarese durante tutto il XVI. Impiegò alla propria corte la figura di Willibald Imhoff come esperto d'arte per riordinare il suo gabinetto numismatico.

## Matrimonio e discendenza
Dal matrimonio con Anna d'Austria nacquero i seguenti figli:
- Carlo (1547);
- Guglielmo (1548 – 1626);
- Ferdinando (1550 – 1608);
- Maria Anna (1551 – 1608), sposò Carlo II d'Austria;
- Massimiliana Maria (1552 – 1614);
- Federico (1553 – 1554);
- Ernesto (1554 – 1612).

## Ascendenza
|                              |                           |                                     | Genitori                                |  |  | Nonni |  |  | Bisnonni                  |  |  | Trisnonni                     |  |
|                              |                           |                                     |                                         |  |  |       |  |  | 8. Alberto III di Baviera |  |  | 16. Ernesto di Baviera-Monaco |  |
|                              |                           |                                     |                                         |  |  |       |  |  | 8. Alberto III di Baviera |  |  | 16. Ernesto di Baviera-Monaco |  |
|                              |                           | 17. Elisabetta Visconti             |                                         |  |  |       |  |  | 8. Alberto III di Baviera |  |  |                               |  |
| 4. Alberto IV di Baviera     |                           |                                     |                                         |  |  |       |  |  | 8. Alberto III di Baviera |  |  |                               |  |
|                              |                           | 9. Anna di Braunschweig-Grubenhagen | 18. Erich I di Braunschweig-Grubenhagen |  |  |       |  |  |                           |  |  |                               |  |
|                              |                           | 9. Anna di Braunschweig-Grubenhagen | 18. Erich I di Braunschweig-Grubenhagen |  |  |       |  |  |                           |  |  |                               |  |
|                              |                           | 9. Anna di Braunschweig-Grubenhagen | 19. Elisabetta di Brunswick-Göttingen   |  |  |       |  |  |                           |  |  |                               |  |
| 2. Guglielmo IV di Baviera   |                           | 9. Anna di Braunschweig-Grubenhagen |                                         |  |  |       |  |  |                           |  |  |                               |  |
|                              |                           | 10. Federico III d'Asburgo          | 20. Ernesto I d'Asburgo                 |  |  |       |  |  |                           |  |  |                               |  |
|                              |                           | 10. Federico III d'Asburgo          | 20. Ernesto I d'Asburgo                 |  |  |       |  |  |                           |  |  |                               |  |
|                              |                           | 10. Federico III d'Asburgo          | 21. Cimburga di Masovia                 |  |  |       |  |  |                           |  |  |                               |  |
| 5. Cunegonda d'Austria       |                           | 10. Federico III d'Asburgo          |                                         |  |  |       |  |  |                           |  |  |                               |  |
|                              |                           | 11. Eleonora d'Aviz                 | 22. Edoardo del Portogallo              |  |  |       |  |  |                           |  |  |                               |  |
|                              |                           | 11. Eleonora d'Aviz                 | 22. Edoardo del Portogallo              |  |  |       |  |  |                           |  |  |                               |  |
|                              |                           | 11. Eleonora d'Aviz                 | 23. Eleonora di Trastámara              |  |  |       |  |  |                           |  |  |                               |  |
| 1. Alberto V di Baviera      |                           | 11. Eleonora d'Aviz                 |                                         |  |  |       |  |  |                           |  |  |                               |  |
|                              | 12. Cristoforo I di Baden | 24. Carlo I di Baden                |                                         |  |  |       |  |  |                           |  |  |                               |  |
|                              | 12. Cristoforo I di Baden | 24. Carlo I di Baden                |                                         |  |  |       |  |  |                           |  |  |                               |  |
|                              | 12. Cristoforo I di Baden | 25. Caterina d'Austria              |                                         |  |  |       |  |  |                           |  |  |                               |  |
| 6. Filippo I di Baden        | 12. Cristoforo I di Baden |                                     |                                         |  |  |       |  |  |                           |  |  |                               |  |
|                              |                           | 13. Ottilia di Katzenelnbogen       | 26. Filippo II di Katzenelnbogen        |  |  |       |  |  |                           |  |  |                               |  |
|                              |                           | 13. Ottilia di Katzenelnbogen       | 26. Filippo II di Katzenelnbogen        |  |  |       |  |  |                           |  |  |                               |  |
|                              |                           | 13. Ottilia di Katzenelnbogen       | 27. Ottilia di Nassau-Dillenburg        |  |  |       |  |  |                           |  |  |                               |  |
| 3. Maria Giacomina di Baden  |                           | 13. Ottilia di Katzenelnbogen       |                                         |  |  |       |  |  |                           |  |  |                               |  |
|                              |                           | 14. Filippo del Palatinato          | 28. Ludovico IV del Palatinato          |  |  |       |  |  |                           |  |  |                               |  |
|                              |                           | 14. Filippo del Palatinato          | 28. Ludovico IV del Palatinato          |  |  |       |  |  |                           |  |  |                               |  |
|                              |                           | 14. Filippo del Palatinato          | 29. Margherita di Savoia                |  |  |       |  |  |                           |  |  |                               |  |
| 7. Elisabetta del Palatinato |                           | 14. Filippo del Palatinato          |                                         |  |  |       |  |  |                           |  |  |                               |  |
|                              |                           | 15. Margherita di Baviera-Landshut  | 30. Ludovico IX di Baviera-Landshut     |  |  |       |  |  |                           |  |  |                               |  |
|                              |                           | 15. Margherita di Baviera-Landshut  | 30. Ludovico IX di Baviera-Landshut     |  |  |       |  |  |                           |  |  |                               |  |
|                              |                           | 15. Margherita di Baviera-Landshut  | 31. Amalia di Sassonia                  |  |  |       |  |  |                           |  |  |                               |  |
|                              |                           | 15. Margherita di Baviera-Landshut  |                                         |  |  |       |  |  |                           |  |  |                               |  |